# Крістешть (Алба)
Крістешть, Крістешті (рум. Cristești) — село у повіті Алба в Румунії. Входить до складу комуни Могош.
Село розташоване на відстані 299 км на північний захід від Бухареста, 30 км на північний захід від Алба-Юлії, 59 км на південь від Клуж-Напоки.

## Населення
За даними перепису населення 2002 року у селі проживали 67 осіб, усі — румуни. Усі жителі села рідною мовою назвали румунську.